# Desa Gadog (administrativ by i Indonesien, lat -6,66, long 106,87)
Desa Gadog är en administrativ by i Indonesien.   Den ligger i provinsen Jawa Barat, i den västra delen av landet, 50 km söder om huvudstaden Jakarta.